# Jonathan Silverman
Jonathan Silverman (Los Angeles, 5 agosto 1966) è un attore statunitense.
È famoso soprattutto per il ruolo di protagonista nel film cult Weekend con il morto del 1989 e nel suo seguito Weekend con il morto 2 del 1993.

## Carriera
Nato e cresciuto a Los Angeles, in California, da padre statunitense di origine ebraica, Hillel Emanuel Silverman, e da madre israeliana originaria di Gerusalemme, Devora Halaban, Silverman ha avuto un ruolo nella serie televisiva La piccola grande Nell, così come nei film Ricordi di Brighton Beach, Voglia di ballare, Due palle in buca, Un lavoro da grande e La morte ti fa bella. 
È stato il protagonista della sitcom The Single Guy, trasmessa dalla NBC. Ha recitato come protagonista nella serie televisiva In Case of Emergency - Amici per la pelle.
È apparso poi come comparsa in numerose serie televisive di successo, come Friends e CSI: Miami.

## Vita privata
È sposato con l'attrice Jennifer Finnigan.

## Filmografia

### Attore

#### Cinema
- Voglia di ballare (Girls Just Want to Have Fun), regia di Alan Metter (1985)
- Ricordi di Brighton Beach (Brighton Beach Memoirs), regia di Gene Saks (1986)
- Due palle in buca (Caddyshack II), regia di Allan Arkush (1988)
- Il sentiero dei ricordi (Stealing Home), regia di Steven Kampmann e William Porter (1988)
- Weekend con il morto (Weekend at Bernie's), regia di Ted Kotcheff (1989)
- Conflitto di classe (Class Action), regia di Michael Apted (1990)
- Age Isn't Everything, regia di Douglas Katz (1991)
- La morte ti fa bella (Death Becomes Her), regia di Robert Zemeckis (1992)
- Tutti conoscono Roberta (Little Sister), regia di Jimmy Zeilinger (1992)
- Weekend con il morto 2 (Weekend at Bernie's II), regia di Robert Klane (1993)
- Un lavoro da grande (Little Big League), regia di Andrew Scheinman (1994)
- La strana coppia II (The Odd Couple II), regia di Howard Deutch (1998)
- Solo una questione di sesso (Just a Little Harmless Sex), regia di Rick Rosenthal (1998)
- Made - Due imbroglioni a New York (Made), regia di Jon Favreau (2001)
- Beethoven - A caccia di Oss... car! (Beethoven's Big Break), regia di Mike Elliott (2008)
- Conception, regia di Josh Stolberg (2011)
- G.B.F., regia di Darren Stein (2013)
- Hungover Games - Giochi mortali (The Hungover Games), regia di Josh Stolberg (2014)
- Anime gemelle (Baby, Baby, Baby), regia di Brian Klugman (2015)

#### Televisione
- P/S - Pronto soccorso (E/R) - serie TV, 1 episodio (1984)
- La piccola grande Nell (Gimme a Break!) - serie TV, 16 episodi (1984-1986)
- Mezzanotte e un minuto (12:01), regia di Jack Sholder - film TV (1993)
- Friends - serie TV, 1 episodio (1995)
- Caroline in the City - serie TV, 1 episodio (1995)
- The Single Guy - serie TV, 40 episodi (1995-1997)
- Arli$$ - serie TV, 1 episodio  (1996)
- Miss Match - serie TV, 1 episodio (2003)
- CSI: Miami - serie TV, episodio 3x5 (2004)
- Kim Possible - serie TV, 2 episodi (2004-2005) - voce
- In Case of Emergency - Amici per la pelle (In Case of Emergency) - serie TV, 13 episodi (2007)
- Close to Home - Giustizia ad ogni costo (Close to Home) - serie TV, 3 episodi (2007)
- Numb3rs - serie TV, 1 episodio (2008)
- Psych - serie TV, 1 episodio (2009)
- Medium - serie TV, 1 episodi (2010)
- Greek - La confraternita (Greek) - serie TV, 3 episodi (2011)
- White Collar - serie TV, 1 episodio (2011)
- Hot in Cleveland - serie TV, 1 episodio (2012)
- Monday Mornings - serie TV, 5 episodi (2013)
- Law & Order - Unità vittime speciali (Law & Order: Special Victims Unit) - serie TV, episodio 15x15 (2014)
- Significant Mother - serie TV, 6 episodi (2014)
- Un magico Natale (A Magic Christmas), regia di R. Michael Givens - film TV (2014)
- Castle - serie TV, episodio 8x19 (2016)
- Salvation - serie TV (2017)
- Scandal - serie TV, episodio 7x11 (2018)

## Doppiatori italiani
Nelle versioni in italiano dei suoi lavori, Jonathan Silverman è stato doppiato da:
- Massimo Rossi in Weekend con il morto 2, Salvation, K.C. Agente Segreto
- Francesco Prando in Beethoven - A caccia di Oss... car!, Castle
- Massimo De Ambrosis in Law & Order - Unità vittime speciali, Piccoli Brividi
- Vittorio De Angelis in Due palle in buca
- Roberto Chevalier in Weekend con il morto
- Sandro Acerbo in Mezzanotte e un minuto
- Gianluca Tusco ne La strana coppia II
- Nino D'Agata in CSI: Miami
- Marco Mete in Psych
- Franco Mannella in Medium
- Luigi Ferraro in White Collar
- Valerio Amoruso in Scandal
- Sergio Romanò in Good Girls
- Francesco Pezzulli in 9-1-1